# Yesterday Once More (musikalbum)
Yesterday Once More är ett samlingsalbum av The Carpenters, släppt 1985 och återlanserat 1998 med ett tilläggsspår, I Just Fall in Love Again, och en ändrad låtordning.

## Låtlista (1998)

### Skiva 1
1. "Yesterday Once More" - 03:58 (Carpenter, Bettis)
2. "Superstar - 3.48 (Rissell, Bramlett)
3. "Rainy Days and Mondays" – 3:40 (Williams, Nichols)
4. "(Want You) Back in My Life Again" - 3:39 (Chater, Christian)
5. "Ticket_to_Ride#Cover_versions" - 4:08 (Lennon McCartney)
6. "Goodbye to Love" - 3:54 (Carpenter, Bettis)
7. "Bless the Beasts and Children" - 3:15 (Botkin, Devorzon)
8. "It's Going to Take Some Time" - 2:57 (King, Stern)
9. "There's a Kind of Hush (All Over the World)" - 3:03 (Reed, Stephens)
10. "Sweet, Sweet Smile" - 3:02 (Newton, Young)
11. "I Won't Last a Day Without You" - 3:54 (Nichols, Williams)
12. "For All We Know" - 2:31 (Griffin, Karlin, Wilson)
13. "Touch Me When We're Dancing" - 3:20 (Bell, Skinner, Wallace)
14. "Calling Occupants of Interplanetary Craft" - 7:09 (Draper, Woloschuk)

### Skiva 2
1. "I Just Fall in Love Again" - 4.03 (Dorff, Herbstritt, Lloyd, Sklerov)
2. "This Masquerade" - 4:53 (Russell)
3. "Hurting Each Other" - 2:46 (Geld, Udell)
4. "Please Mr. Postman" - 2:47 (Bateman, Dobbins, Garrett, Gorman, Holland)
5. "I Need to Be in Love" - 3:49 (Bettis, Carpenter, Hammond)
6. "Make Believe it's Your First Time" - 4:07 (Morrison, Wilson)
7. "All You Get from Love Is a Love Song" - 3:46 (Eaton)
8. "Top of the World" - 3:00 (Bettis, Carpenter)
9. "Because We Are in Love (The Wedding Song)" - 5:01 (Bettis, Carpenter)
10. "We've Only Just Begun" - 3:04 (Nichols, Williams)
11. "Those Good Old Dreams" - 4:12 (Bettis, Carpenter)
12. "Sing" - 3:18 (Raposo)
13. "Only Yesterday" - 3:46 (Bettis, Carpenter)
14. "(They Long to Be) Close to You" - 3:40 (Bacharach, David)